# A-Rosa Stella
A-Rosa Stella  — речное круизное четырёхпалубное, каютное, четырёх-с-половиной-звёздочное судно, построенное на верфи Neptun Werft в  Росток-Варнемюнде (Германия) в 2005 году и эксплуатируемое компанией A-ROSA Flussschiff GmbH Росток. С момента своего официального ввода в эксплуатацию судно эксплуатировалось на реках Рона и Сона. Судном-близнецом является однотипная A-Rosa Luna.

## История судна
Судно под строительным номером S.512 было заказано 22 января 2004 года  на верфи Neptun Werft в Росток-Варнемюнде для эксплуатации на реках Рона и Сона и под именем A-Rosa Stella было передано пароходству 6 апреля 2005 года. 7 апреля 2005 года состоялась церемония крещения. Крёстной матерью стала Агнешка Драабе (Agnieszka Draabe).  Свой родной порт в Ростоке судно больше не навещало.

## На борту
К услугам пассажиров 86 двухместных кают площадью 14,5 м². Каюты оснащены кондиционером, душем и жидко-кристаллическим телевизором. Ресторан, кафе, винный бар, спортивный зал, две сауны.
- A-Rosa Stella у причала в Лионе
- Нос судна A-Rosa Stella